# Grimoald II. (Benevent)
Grimoald II., auch Grimwald, († 689) war von 687 bis 689 Herzog von Benevent.

## Leben
Grimoald war der älteste Sohn des dux Romuald I. von Benevent und dessen Frau Theuderada, der Tochter des dux Lupus von Friaul.
Romuald verheiratete seinen Sohn und designierten Nachfolger Grimoald II. mit Wigilinde, der Tochter des Königs Perctarit und dessen Frau Rodelinda. Hodgkin nimmt an, dass dadurch der Zwist zwischen der Sippe des Usurpators Romuald und Perctarits beigelegt werden sollte. Als Romuald 687 starb, wurde Grimoald II. sein Nachfolger als dux von Benevent. Seine Herrschaft von drei Jahren verlief offenbar ohne nennenswerte Ereignisse.
Als Grimoald im Jahr 689 starb, wurde sein jüngerer Bruder Gisulf I. sein Nachfolger als dux von Benevent.